# Historic Track
Historic Track är en travbana i Goshen, New York. Den invigdes 1838 och har varit i bruk oavbrutet sedan dess, vilket gör den till den äldsta aktiva travbanan i Nordamerika.

## Om banan
Hästkapplöpningar hade hållits, dock väldigt informellt, längs angränsande Main Street (nu en del av NY 207) sedan 1750-talet. Den nuvarande banplatsen kom till användning först 1838, då en  ⅓-mile (530 m) cirkel runt en cirkusmark nära den södra änden av banan röjdes, och förbereddes för regelbunden tävling. Den skulle senare efterföljas av en oval bana vinkelrätt mot det nuvarande, samt ett långt kvadratiskt spår runt hela platsen, tills den nuvarande banan byggdes 1873.

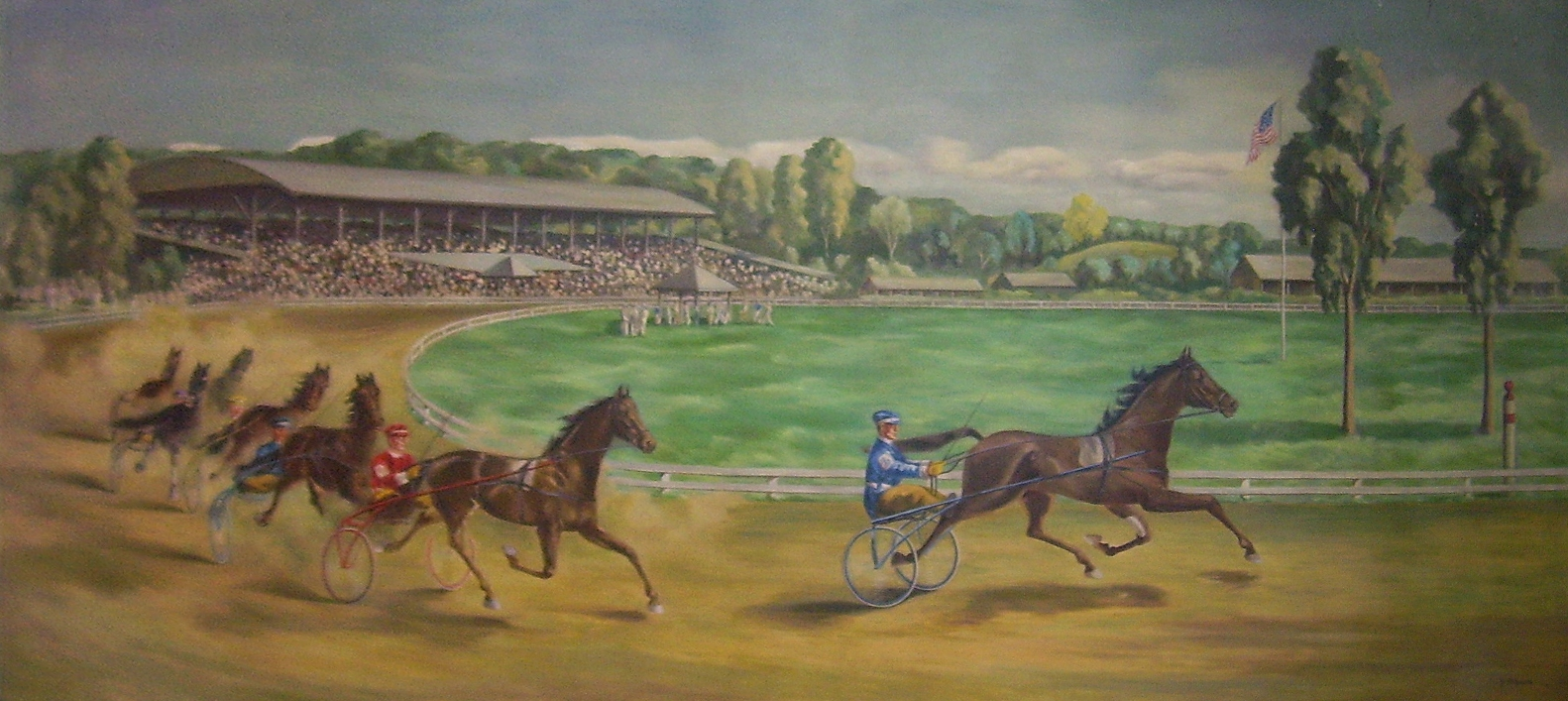
Väggmålning av banan i Goshens postkontor.

Regelbundna evenemang hölls på banan fram till slutet av 1970-talet, då parimutuelmaskinerna togs ut. Idag kör banan en begränsad men intensiv säsong varje sommar. Tävlingar hålls då på söndagar i juni, följt av en serie tävlingar mellan 30 juni och 4 juli. Banan utsågs till National Historic Landmark 1966, och lades till i National Register of Historic Places senare under samma år, då National Register skapades.
Banan är en bidragande egendom till Church Park Historic District. Även Harness Racing Museum & Hall of Fame (som drivs av en separat organisation) ligger i närheten.
Gosen Central High School håller sin årliga examenceremoni framför de historiska banorna med plats för 2 200 åskådare.
Under 2017 förstörde en brand en del av ladorna och stallen på fastigheten. Branden startade möjligtvis i smedjan. Alla hästar räddades från branden, och den påverkade heller inte banan, läktaren, eller andra byggnader på området.